# 정병 (군사)
정병(正兵)은 조선 시대의 정규군이다.
양인(良人)에 대한 군역의무는 16세에서 60세에 이르는 정남(丁男)이 담당하였다. 이들은 의무적 군역을 위해 당번으로 교체, 상경·숙위하였다. 이들의 경비는 당번이 아닌 가호(家戶)의 정남에게 신역(身役) 대신 부과시켰다. 각 군병에는 보인(保人)·솔정(率丁) 등이 있어 이들과 구별하기 위해 실제로 군무만을 담당하는 자를 정병 또는 정군(正軍)이라 하였다.

## 같이 보기
- 봉족